# Jamie Hewlett
Jamie Christopher Hewlett (Horsham, 3 de abril de 1968) é um designer e autor de quadrinhos inglês, co-responsável pelos videoclipes e projetos gráficos da banda virtual Gorillaz e pela série de banda desenhada Tank Girl.
Em janeiro de 2006 o trabalho de Hewlett para o Gorillaz foi nomeado para o prémio Designer of the Year' do Design Museum de Londres, que acabou por vencer em maio de 2006. Em 25 de maio de 2006 Hewlett e Damon Albarn venceram em conjunto o prémio "Compositor do Ano" do prémio Ivor Novello.

## Trabalhos

### Quadrinhos
O trabalho em quadrinhos de interiores inclui:
- Tank Girl (art, com Alan Martin, em Deadline, 1988–1995)
- Judge Dredd: "Spock's Mock Chocs" (arte, com o escritor Alan Grant e deveres de arte compartilhados com Brendan McCarthy, em 2000 AD # 614, 1989, coletados em Judge Dredd: The Complete Case Files Volume 12, outubro de 2008)
- Sooner or Later: "Swifty's Return" (arte, com o escritor Peter Milligan, em 2000 AD #614–617, 1989)
- King Pant (escritor, com arte de Philip Bond, in A1 #2, Atomeka Press, 1989, ISBN 1-871878-11-X)
- Hellcity (arte, com o escritor Alan Martin, in A1 #4, Atomeka Press, 1990, ISBN 1-871878-56-X)
- Hell City II (arte, com o escritor Alan Martin, in A1 True Life Bikini Confidential, Atomeka Press, 1990, ISBN 1-871878-69-1)
- Hewligan's Haircut (com o escritor Peter Milligan, em 2000 AD #700–707, 1990, coletado em Hewligan's Haircut capa dura, agosto de 2003)
- Doom Patrol #50 (com Grant Morrison, Vertigo, dezembro de 1991, coletado em Doom Patrol Volume 4: Musclebound, agosto de 2006)
- Tank Girl: She's Fucking Great (escritor e arte, in A1 #6, Atomeka Press, 1992)
- King Leon (arte, com o escritor Peter Milligan Peter Milligan, in A1 #2–4, Epic Comics, 1992)
- Tank Girl: The Odyssey (arte, com o escritor Peter Milligan Peter Milligan, 4-issue mini-series, Vertigo, 1995)
- Get the Freebies (escritor e arte, in The Face Vol. 2 #94 - Vol. 3 #5, 1996-1997)

#### Capas
As capas de quadrinhos incluem:
- Shade, the Changing Man #14–22 (DC Comics, 8-1991 – 4-1992)
- Doom Patrol #52, 60 (com Grant Morrison,  Vertigo, 1 de fevereiro de 1992 e 1 de outubro de 1992 coletados em Doom Patrol Volume 5: Magic Bus, 2007 e Doom Patrol Volume 6: Planet Love, 2008)

### Música
Os projetos musicais incluem:
- Gorillaz
- Monkey: Journey to the West
- A capa do segundo álbum Mindless Self Indulgence álbum, Frankenstein Girls Will Seem Strangely Sexy
- A contracapa de The Good, the Bad & the Queen por The Good, the Bad & the Queen
- Logotipo do Guitar Man para a semana anual de concertos do Royal Albert Hall para o Teenage Cancer Trust

### Arte
Os projetos artísticos incluem:
- Under Water Colors – Old Truman Brewery – East London, 17–31 de outubro de 2009[3]